# دهه ۷۸۰ (میلادی)
دهه ۷۸۰ (میلادی) دهه هفتاد و هشتم تقویم میلادی است.

## درگذشتگان
‎